# Opel Flextreme GT/E
 (décembre 2024).
 (novembre 2024).
L’Opel Flextreme GT/E est un concept car de la catégorie grande routière développé par le constructeur automobile Opel. Le constructeur a présenté le véhicule pour la première fois au 80ème Salon international de l'automobile de Genève en 2010.

## Technologie
Lors du développement du véhicule, une attention particulière a été accordée à une faible résistance à l’air (coefficient de traînée de 0,22) et à un faible poids total. La carrosserie présente donc des lignes plates et douces et elle est en grande partie constituée de polymère renforcé de fibres de carbone. Elle est propulsée par un moteur électrique alimenté par un accumulateur lithium-ion. Celui-ci permet une autonomie d’environ 60 km. Lorsque l’accumulateur est vide, un moteur thermique de 1,4 litre est allumé et recharge l’accumulateur à l’aide d’un générateur. De cette façon, une autonomie d’environ 500 km peut être atteinte (entraînement Voltec). La consommation moyenne de carburant est alors d’environ 1,6 litre aux 100 kilomètres. Les émissions de CO2 sont inférieures à 40 g/km. La Flextreme atteint une vitesse de pointe de 200 km/h.